# 许尔塞堡
许尔塞堡是德国梅克伦堡-前波莫瑞州的一个市镇。总面积9.08平方公里，总人口171人，其中男性95人，女性76人（2011年12月31日），人口密度19人/平方公里。